# Валя-Маре (комуна, Вилча)
Валя-Маре (рум. Valea Mare) — комуна у повіті Вилча в Румунії. До складу комуни входять такі села (дані про населення за 2002 рік):
- Бетешань (564 особи)
- Валя-Маре (787 осіб)
- Делурень (386 осіб)
- Дрегану (721 особа)
- Мерджинень (510 осіб)
- П'єтроаса (243 особи)

Комуна розташована на відстані 168 км на захід від Бухареста, 57 км на південний захід від Римніку-Вилчі, 40 км на північ від Крайови.

## Населення
За даними перепису населення 2002 року у комуні проживали 3211 осіб, усі — румуни.
Рідною мовою назвали:
| Мова      | Кількість осіб | Відсоток |
| --------- | -------------- | -------- |
| румунська | 3209           | 99,9%    |
| угорська  | 1              | < 0,1%   |
| німецька  | 1              | < 0,1%   |

Склад населення комуни за віросповіданням:
| Релігія       | Кількість осіб | Відсоток |
| ------------- | -------------- | -------- |
| православні   | 3190           | 99,3%    |
| баптисти      | 18             | 0,6%     |
| римо-католики | 1              | < 0,1%   |
| лютерани      | 1              | < 0,1%   |

## Зовнішні посилання
- Дані про комуну Валя-Маре на сайті Ghidul Primăriilor